# Mrijesnjak
Mrijesnjak (vodenjača, lat. Potamogeton), kozmopolitski rod od nekih devedesetak vrsta vodenih listopadnih trajnica koji je dao svoje ime porodici mrjesnjakovki. Znatan je i broj hibrida, preko 70.
Mrijesnjaci su prisutni na svim kontinentima, a 18 raste i na tlu Hrvatske. Njihova staništa su jezera, bare, ribnjaci, i druge stajaće i sporotekuće vode. Stabljika može biti i manja od 10 cm, a može narasti i do 6 metara. Listovi su im naizmjenični, mogu biti pod vodom ili plutati na njoj. Cvjetovi su neugledni ,skupljewni u cvatove koji vire iz vode. Cvatu sredinom ljeta.
latinsko ime roda znači “riječni susjed”, a dolazi od potamos, rijeka i geiton, susjed.

## Vrste
1. Potamogeton acutifolius Link
2. Potamogeton alpinus Balb.
3. Potamogeton amplifolius Tuck.
4. Potamogeton antaicus Hagstr.
5. Potamogeton australiensis A.Benn.
6. Potamogeton berchtoldii Fieber
7. Potamogeton bicupulatus Fernald
8. Potamogeton biformis Hagstr.
9. Potamogeton chamissoi A.Benn.
10. Potamogeton cheesemanii A.Benn.
11. Potamogeton chongyangensis W.X.Wang
12. Potamogeton coloratus Hornem.
13. Potamogeton compressus L.
14. Potamogeton confervoides Rchb.
15. Potamogeton crispus L., Kovrčavi mrijesnjak
16. Potamogeton cristatus Regel & Maack
17. Potamogeton delavayi A.Benn.
18. Potamogeton dentatus Hagstr.
19. Potamogeton distinctus A.Benn.
20. Potamogeton diversifolius Raf.
21. Potamogeton drummondii Benth.
22. Potamogeton epihydrus Raf.
23. Potamogeton ferrugineus Hagstr.
24. Potamogeton floridanus Small
25. Potamogeton foliosus Raf.
26. Potamogeton fontigenus Y.H.Guo, X.Z.Sun & H.Q.Wang
27. Potamogeton friesii Rupr.
28. Potamogeton fryeri A.Benn.
29. Potamogeton gayi A.Benn.
30. Potamogeton gramineus L.
31. Potamogeton groenlandicus Hagstr.
32. Potamogeton heterocaulis Z.S.Diao
33. Potamogeton hillii Morong
34. Potamogeton hoggarensis Dandy
35. Potamogeton illinoensis Morong
36. Potamogeton kashiensis Z.S.Diao
37. Potamogeton lacunatifolius Papch.
38. Potamogeton linguatus Hagstr.
39. Potamogeton lucens L.
40. Potamogeton maackianus A.Benn.
41. Potamogeton mandschuriensis (A.Benn.) A.Benn.
42. Potamogeton marianensis Cham. & Schltdl.
43. Potamogeton montevidensis A.Benn.
44. Potamogeton montezumawellensis Ricketson, G.M.Ricketson & Greenawalt
45. Potamogeton natans L.
46. Potamogeton nodosus Poir.
47. Potamogeton oakesianus J.W.Robbins
48. Potamogeton obtusifolius Mert. & W.D.J.Koch
49. Potamogeton ochreatus Raoul
50. Potamogeton octandrus Poir.
51. Potamogeton oxyphyllus Miq.
52. Potamogeton papuanicus G.Wiegleb
53. Potamogeton paramoanus R.R.Haynes & Holm-Niels.
54. Potamogeton parmatus Hagstr.
55. Potamogeton parvifolius Buchenau
56. Potamogeton perfoliatus L.
57. Potamogeton polygonifolius Pourr.
58. Potamogeton polygonus Cham.
59. Potamogeton praelongus Wulfen
60. Potamogeton pulcher Tuck.
61. Potamogeton pusillus L.
62. Potamogeton quinquenervius Hagstr.
63. Potamogeton richardii Solms
64. Potamogeton richardsonii (A.Benn.) Rydb.
65. Potamogeton robbinsii Oakes
66. Potamogeton rutilus Wolfg.
67. Potamogeton sarmaticus Mäemets
68. Potamogeton schweinfurthii A.Benn.
69. Potamogeton sclerocarpus K.Schum.
70. Potamogeton sibiricus A.Benn.
71. Potamogeton skvortsovii Klinkova
72. Potamogeton solomonensis G.Wiegleb
73. Potamogeton spirilliformis Hagstr.
74. Potamogeton spirillus Tuck.
75. Potamogeton stenostachys K.Schum.
76. Potamogeton strictifolius A.Benn.
77. Potamogeton suboblongus Hagstr.
78. Potamogeton sulcatus A.Benn.
79. Potamogeton sumatranus Miq.
80. Potamogeton tennesseensis Fernald
81. Potamogeton tenuicaulis F.Muell.
82. Potamogeton tepperi A.Benn.
83. Potamogeton tricarinatus F.Muell. & A.Benn.
84. Potamogeton trichoides Cham. & Schltdl.
85. Potamogeton tubulatus Hagstr.
86. Potamogeton ulei K.Schum.
87. Potamogeton uruguayensis A.Benn. & Graebn.
88. Potamogeton vaseyi J.W.Robbins
89. Potamogeton wrightii Morong
90. Potamogeton zosteriformis Fernald
91. Potamogeton × absconditus Z.Kaplan, Fehrer & Hellq.
92. Potamogeton × aemulans Z.Kaplan, Hellq. & Fehrer
93. Potamogeton × anguillanus Koidz.
94. Potamogeton × angustifolius J.Presl
95. Potamogeton × apertus Miki
96. Potamogeton × attenuatus Hagstr.
97. Potamogeton × belorussicus D.Dubovik
98. Potamogeton × bennettii Fryer
99. Potamogeton × billupsii Fryer
100. Potamogeton × biwaensis Miki
101. Potamogeton × cadburyae Dandy & G.Taylor
102. Potamogeton × clandestinus A.A.Bobrov, Zalewska-Gal. & Chemeris
103. Potamogeton × cognatus Asch. & Graebn.
104. Potamogeton × confinis Hagstr.
105. Potamogeton × cooperi (Fryer) Fryer
106. Potamogeton × drepanoides Z.Kaplan
107. Potamogeton × exilis Z.Kaplan & Uotila
108. Potamogeton × fauriei (A.Benn.) Miki
109. Potamogeton × faxonii Morong
110. Potamogeton × fluitans Roth
111. Potamogeton × franconicus G.Fisch.
112. Potamogeton × gessnacensis G.Fisch.
113. Potamogeton × griffithii A.Benn.
114. Potamogeton × grovesii Dandy & G.Taylor
115. Potamogeton × hagstromii A.Benn.
116. Potamogeton × haynesii Hellq. & G.E.Crow
117. Potamogeton × heslop-harrisonii W.A.Clark
118. Potamogeton × inbaensis Kadono
119. Potamogeton × jacobsii Z.Kaplan, Fehrer & Hellq.
120. Potamogeton × jutlandicus Zalewska-Gal.
121. Potamogeton × kamogawaensis Miki
122. Potamogeton × kaplanii Kottaim.
123. Potamogeton × khuzestanicus S.Abbasi, Afsharz. & Dinarvand
124. Potamogeton × kyushuensis Kadono & Wiegleb
125. Potamogeton × lanceolatifolius (Tiselius) C.D.Preston
126. Potamogeton × lanceolatus Sm.
127. Potamogeton × leptocephalus Koidz.
128. Potamogeton × lintonii Fryer
129. Potamogeton × luxurians Z.Kaplan
130. Potamogeton × maemetsiae Zalewska-Gal. & Ronikier
131. Potamogeton × mariensis Papch.
132. Potamogeton × mucronulatus (G.Fisch.) Papch.
133. Potamogeton × mysticus Morong
134. Potamogeton × nericius Hagstr.
135. Potamogeton × nervigerus Wolfg.
136. Potamogeton × nitens Weber
137. Potamogeton × nomotoensis Kadono & T.Nog.
138. Potamogeton × ogdenii Hellq. & R.L.Hilton
139. Potamogeton × olivaceus Baagøe ex G.Fisch.
140. Potamogeton × orientalis Hagstr.
141. Potamogeton × philippinensis A.Benn.
142. Potamogeton × prussicus Hagstr.
143. Potamogeton × pseudofriesii Dandy & G.Taylor
144. Potamogeton × pseudosarmaticus Papch.
145. Potamogeton × rectifolius A.Benn.
146. Potamogeton × ripensis Baagøe
147. Potamogeton × rivularis Gillot
148. Potamogeton × salicifolius Wolfg.
149. Potamogeton × saxonicus Hagstr.
150. Potamogeton × schreberi G.Fisch.
151. Potamogeton × scoliophyllus Hagstr.
152. Potamogeton × serrulifer Z.Kaplan
153. Potamogeton × sparganiifolius Laest. ex Fr.
154. Potamogeton × spathulatus Schrad. ex W.D.J.Koch & Ziz
155. Potamogeton × spathuliformis (J.W.Robbins) Morong
156. Potamogeton × subrufus Hagstr.
157. Potamogeton × subsessilis Hagstr.
158. Potamogeton × sudermanicus Hagstr.
159. Potamogeton × torssandrii (Tiselius) Dörfl.
160. Potamogeton × tosaensis Kadono, Horii & T.Yaman.
161. Potamogeton × undulatus Wolfg.
162. Potamogeton × variifolius Thore
163. Potamogeton × vepsicus A.A.Bobrov & Chemeris
164. Potamogeton × versicolor Z.Kaplan, Hellq. & Fehrer
165. Potamogeton × yamagataensis Kadono & Wiegleb

## Vanjske poveznice
|  | Zajednički poslužitelj ima još gradiva o temi Potamogeton |
|  | Wikivrste imaju podatke o taksonu Potamogeton             |